# Carlos Luis Spegazzini
Carlos Luis Spegazzini, född den 20 april 1858 i Bairo, död den 1 juli 1926 i La Plata, var en italienskfödd argentinsk botaniker och mykolog. Enligt International Plant Names Index har han medverkat i basionymen för över 2 800 växter.
Auktorsnamnet Speg. kan användas för Carlos Luis Spegazzini i samband med ett vetenskapligt namn inom botaniken; se Wikipediaartiklar som länkar till auktorsnamnet.